# Lataxiena
Genre
Synonymes
- Cumella Jousseaume, 1898

Lataxiena est un genre de mollusques gastéropodes de la famille des Muricidae.

## Liste d'espèces
Selon World Register of Marine Species (18 janvier 2021) :
- Lataxiena blosvillei (Deshayes, 1832)
- Lataxiena bombayana (Melvill, 1893)
- Lataxiena cumella (Jousseaume, 1898)
- Lataxiena desserti Houart, 1995
- Lataxiena fimbriata (Hinds, 1844)
- Lataxiena habropenos Houart, 1995
- Lataxiena lutescena Zhang & Zhang, 2014
- Lataxiena solenosteiroides Houart, Fraussen & Barbier, 2013

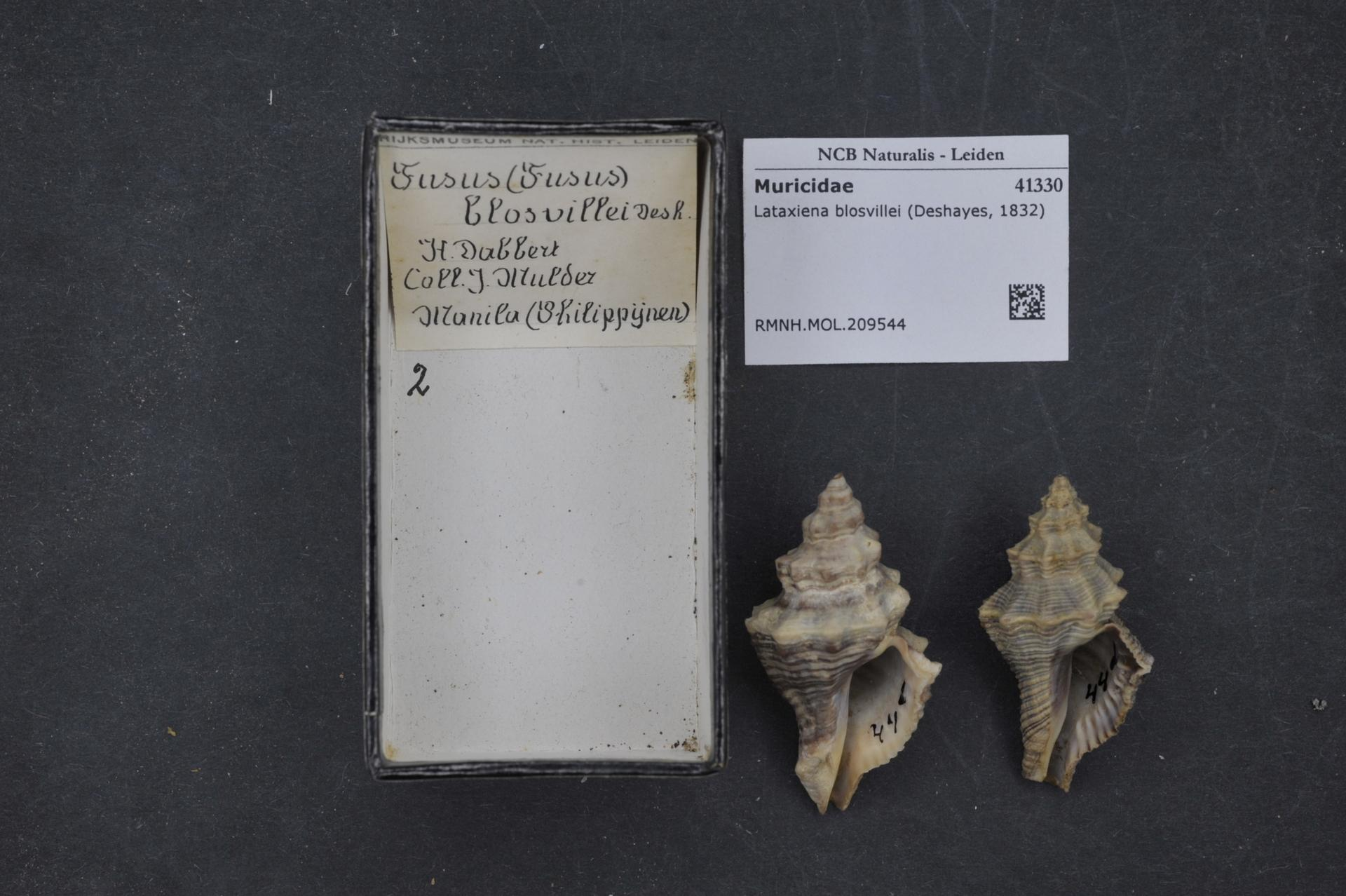
Lataxiena blosvillei.
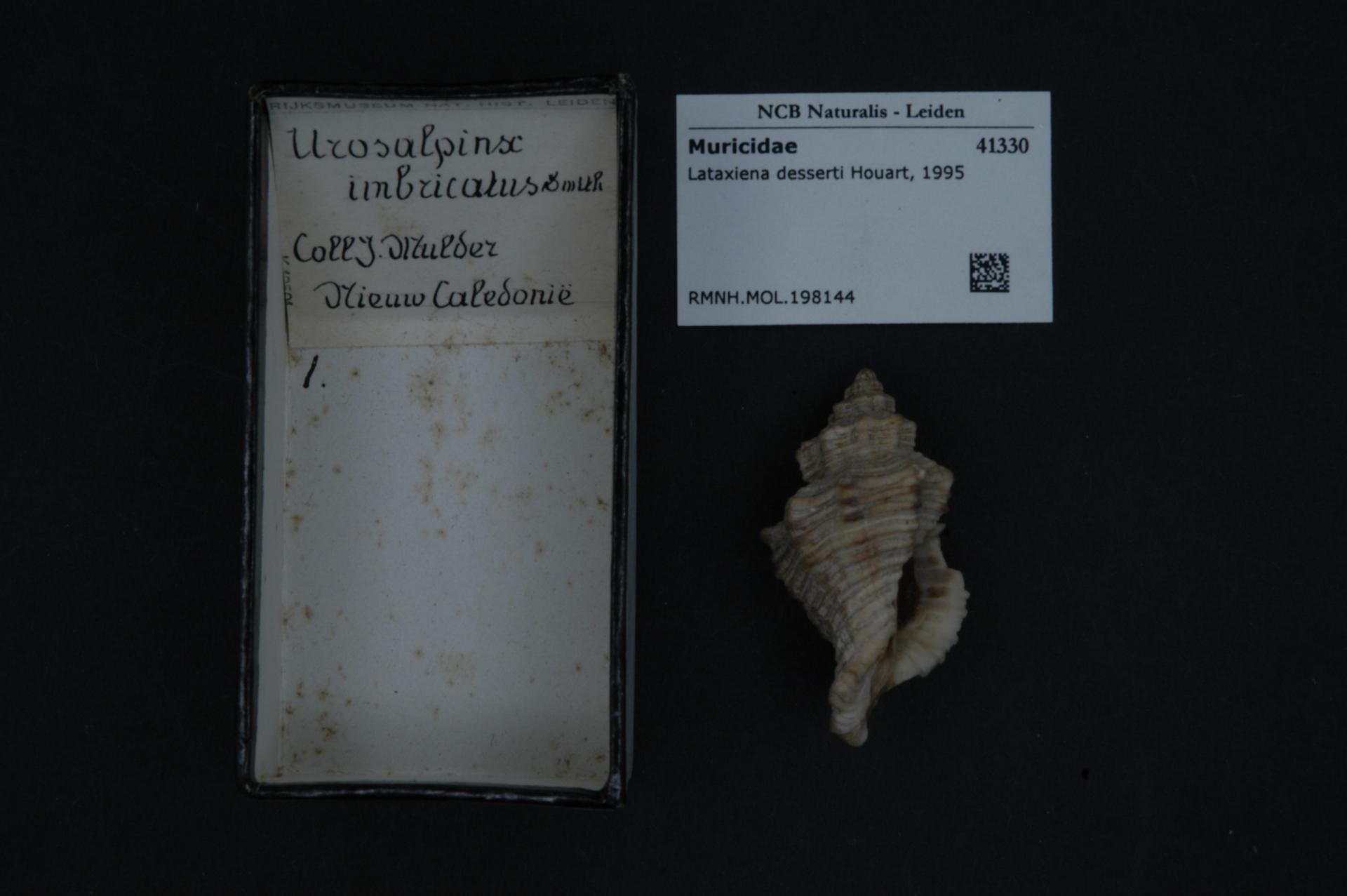
Lataxiena desserti.
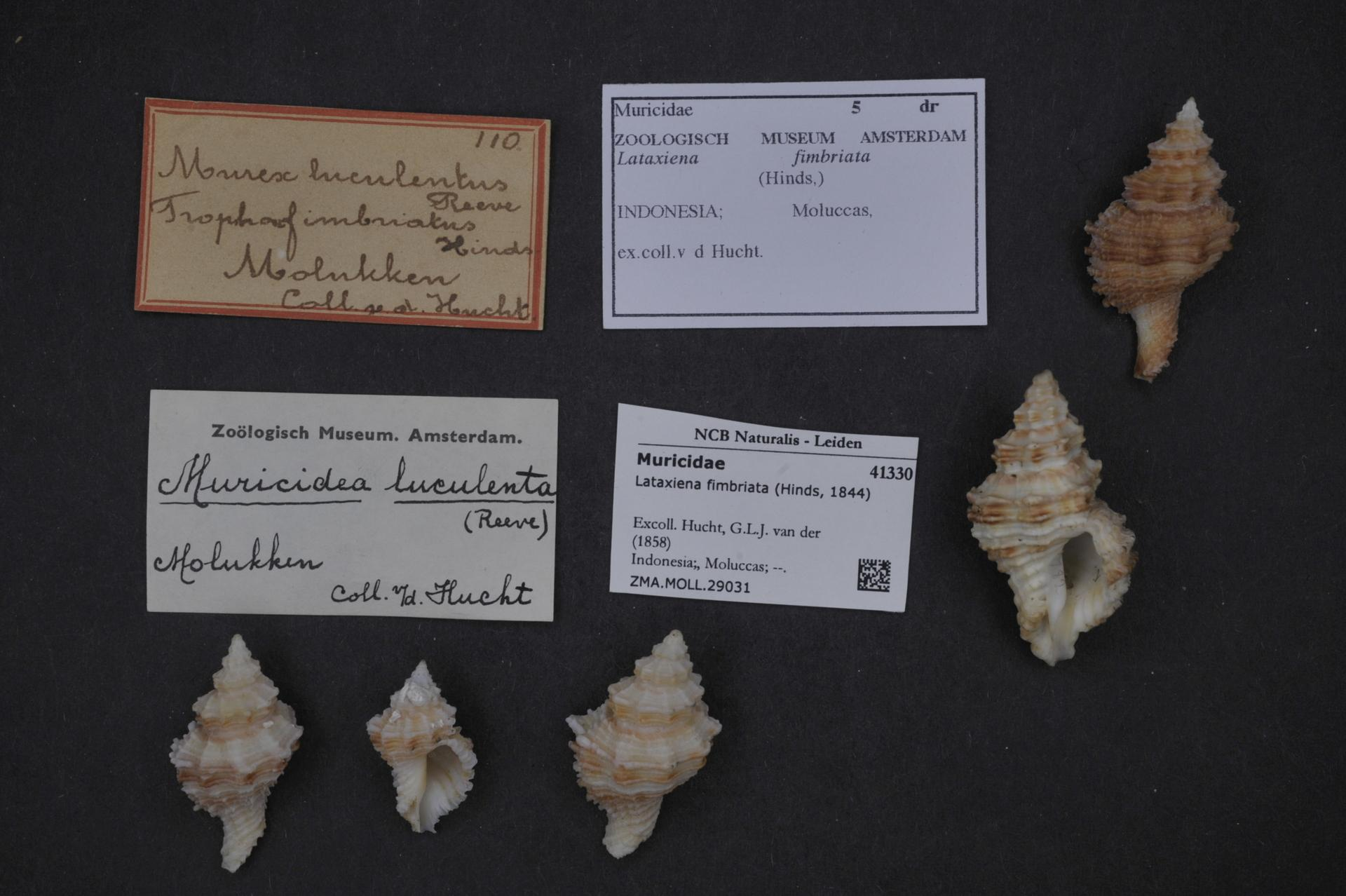
Lataxiena fimbriata.